# Как се каляваше стоманата
Вижте пояснителната страница за други значения на Как се каляваше стоманата.
„Как се каляваше стоманата“ (на руски: Как закалялась сталь) е автобиографичен роман на съветския писател Николай Островски. Той е написан в стил социалистически реализъм. За първи път започва да се публикува през 1932 година в списанието „Млада гвардия“, а през 1936 година излиза отделна книга. Романът е екранизиран 4 пъти: два пъти в СССР, един път в Югославия и един път в Китай. В романа се разказва за младия революционер Павел Корчагин и неговата борба на страната на болшевиките по време на гражданската война (1918 – 1921).
Романът отразява събитията от епохата на Гражданската война, гражданската война в Украйна, германската окупация на Харков (1918) и намесата на Антантата, Полско-съветската война, дискусиите сред младите хора за НЕП, „лявата опозиция“, призива на Ленин към партията и Комсомола, участието на Комсомола в „работническата опозиция“, Троцкизма, възстановяването на националната икономика и социалистическото строителство в първите години на съветската власт.
Публикуваният текст на романа се различава значително от ръкописа на автора.

## Сюжет
Внимание:  Текстът по-долу разкрива сюжета на произведението (или части от него)!

### Част първа
Град Шепетовка, Волин. 12-годишният Павка Корчагин слага тютюн в тестото на омразен учител-свещеник и е изключен от училище. Майка му го устройва като майстор в гарата. Един ден той е принуден да остане на смени, заспива до отворен кран и чакалнята се наводнява. Сервитьорът Прохор брутално пребива Павка, но по-големият брат на Павка, депо механик Артьом, пребива Прохор в отмъщение. Павка получава работа в електроцентрала.
1917 г. Германците навлизат в Малорусия. Те принуждават Артьом и другарите му да управляват локомотив с войски, за да се справят с партизаните, но машинистите убиват кондуктор, спират влака и бягат. Морякът Жухрай учи Павка на изкуството на английския бокс и му разказва за болшевиките и Ленин. Павка се среща с дъщерята на лесовъда, Тоня Туманова. Той напада петлюровски войник, който ескортира Жухрай, освобождавайки приятеля му. Петлюровците искат да застрелят Павка, но той успява да заблуди атаман Черняк, който е дошъл да провери. Петлюровците организират погром на еврейското население, но скоро градът е освободен от червените. Павка се присъединява към отряда, след което е преместен в Първа конна армия. Участва в Гражданската война и Полско-съветската война. В битка с поляците край Лвов Павка е тежко ранен от шрапнели в главата и ослепява с едното око. С помощта на Жухрай получава работа в Чека.

### Част втора
Бялото движение вдига въстание в града, но болшевиките разкриват заговора и арестуват участниците му. Зимата наближава и се оказва, че предателите от ръководството на Желеском са водили дърводобив не по железопътната линия, а дълбоко в гората до Боярка, невъзможно е да се транспортират приготвените дърва за огрев. Болшевиките решават да построят теснолинейка, но в Боярка няма къде да живеят, освен разрушената училищна сграда. Търпейки трудности, доброволците строят теснолинейка заедно с Павка, Павел среща Тоня, която се е омъжила за железопътен инженер. Покосен е от тиф, другарите му погрешно го смятат за мъртъв.
Павел работи в електротехнически работилници в Киев, той и другарите му влизат в раздор с меншевиките. Павел не се щади, здравето му се влошава, трудоспособността му се губи. Редакция не го приема поради неграмотност. Изпратен е на почивка в санаториум на Черно море, където от професорите научава, че го очаква „трагедията на неподвижността“. Павел отсяда в къщата на приятелката на майка си Албина Кюцам и се жени за дъщеря ѝ Тая. Скоро е парализиран, останалото око ослепява. Павел решава да не се отказва, става писател. Трудна операция в Москва не дава резултат. Павел пише книга „Роден от бурята“ за другарите си от Кавалерията. Но първите глави, вече завършени и изпратени за рецензия, се губят по пощата на връщане. Павел започва отначало. Ако книгата се провали, той планира да се самоубие. Получават положителна рецензия от издателя и книгата е одобрена за публикуване.

## История

### Написване на романа
Николай Островски пише на приятеля си Пьотр Новиков:
| „ | Опитвах се да пиша очерци от Гражданската война, за комсомолския живот, описвах интересни събития, типове. Веднъж в началото на 1920-те години случайно попаднах на среща на писателя Сергей Мстиславски с младежта на Киев. Мстиславски призова участниците в срещата да опишат героизма на Гражданската война и трудовото ежедневие. „Сега, помислих си, уцелих право в целта! Нека ви покажа моите писания!“ И след срещата помолих Мстиславски да прегледа бележките ми. Той като цяло ги одобри, но направи редица съществени забележки относно езика и начина на писане и ме посъветва да уча. Но тогава нямаше време за учене. | “ |

Многократно спомняйки си за съвета на Сергей Мстиславски да се научи да пише, след като получава втора инвалидна пенсия през 1925 г., Островски се отдава изцяло на литературни изследвания. През есента на 1927 г. той уведомява Новиков с писмо, че ще напише „историко-лирично-героичен разказ“ за военните дела на Кавалерийската бригада. През февруари Островски постъпва в Задочния комунистически университет към Комунистическия университет „Я. М. Свердлов“, катедра „Западна и американска история“ в Москва, и потвърждава на Новиков, че писателската му дейност напредва. След като се среща с Новиков през лятото на 1928 г., Островски го информира, че разказът е завършен и изпратен в Одеса на бивши „котовци“ за обратна връзка. Няколко години по-късно обаче Новиков научава от Александра Жигирева, член на партията с предреволюционен опит, която се среща с Островски в санаториум в Сочи през лятото на 1929 г., че ръкописът не се е върнал от Одеса. Според Жигирева „той много е говорил за работата си в Комсомола и е скърбил за изгубения ръкопис“. 
В края на 1930 г. писателят, който е тежко болен и почти сляп, започва да пише романа. Първоначално той пише текста на романа на ръка, но поради болестта си ред след ред е трудно разбираем и не е доволен от темпото си на писане. Един ден писателят моли асистента си да вземе картонена папка и да изреже в нея ивици с размер на ред и така се ражда идеята за диапозитив. В началото това не се получава много добре, но техниката на използване на диапозитив се подобрява с всеки изминал ден - отначало в диапозитива слагат по един лист, след което започват да слагат пакет хартия наведнъж. Авторът работи нощем в мълчание, номерира написаната страница и я хвърля на пода. След известно време ръката му започва да го боли и отказва. От този момент нататък романът започва да се пише под диктовка. Той диктува бавно, на отделни фрази, с дълги почивки между тях. В процеса на писане възникват трудности с хартията, които се разрешават с големи трудности. През цялата 1931 г. тече усилена работа по първата част на романа; до май са написани първите пет глави, а до 25 октомври са завършени всичките девет глави от първата част на романа. 

### Първи издания
През април 1932 г. писателят получава поръчка от издателство за втория том на романа. Поради рязко влошаване на здравето си той се премества на юг към морето, където продължава да работи върху произведението. Втората част на романа е написана изцяло под диктовка и е завършена до средата на 1932 г. След публикуването ѝ Островски пише: „Книгата е публикувана, което означава, че е призната! Това означава, че има за какво да се живее!“.
Ръкописът, изпратен до списание „Млада гвардия“, получава отрицателна рецензия: „Изобразените типажи са нереалистични“. Островски обаче постига втора рецензия на ръкописа, която е предмет на инструкция от партийните органи. След това ръкописът е активно редактиран от заместник-главния редактор на списанието Марк Колосов и главния редактор, писателката Анна Караваева. Островски признава голямото участие на Караваева в работата по текста на романа; той отбелязва и участието на Александър Серафимович, който, както се изразява авторът, му е дал цели дни от почивката си. 
Руският държавен архив за литература и изкуства (РГАЛИ) разполага с фотокопия на ръкописа на романа, в които е записан почеркът на 19 души. Официално се смята, че авторът е диктувал текста на книгата на доброволни секретари. В писмата си Островски разказва подробно за работата си по романа; има мемоари на съвременници, които са били свидетели на работата на писателя по книгата. Текстуални изследвания потвърждават авторството му.
През април 1932 г. списание „Млада гвардия“ започва да публикува романа на Островски. През ноември същата година първата част на романа е публикувана като отделна книга, последвана от втората част. Романът придобива голяма популярност, след като авторът се запознава с журналиста и общественик Михаил Колцов, който публикува есе, наречено „Смелост“ за Николай Островски във вестник „Правда“. Островски е награден с орден „Ленин“. Украинското правителство построява нова къща за него в Сочи, на улицата, кръстена на него. На писателя е даден апартамент в Москва на улица „Тверская“ (тогава улица „Горки“). По това време това вече е признание за статута му на класик на съветската литература. През 1936 г. Народният комисариат на отбраната му присъжда почетното звание бригаден комисар. Ушива се специална униформа, в която Островски почти винаги е сниман. Много хора искат да се срещнат с него.

### Промени в тескта на романа
Романът е публикуван по време на прехода от новата икономическа политика към държавно изграждане в СССР, по време на който се извършва промяна в идеологията и е завършено поражението на Троцкизма и неговите поддръжници. Под пряк и косвен натиск както от редакторите на издания на романа прииживе, така и от самоцензурата на автора, текстът на романа е многократно редактиран в подготовка за публикуване, както със, така и без одобрението на автора. В резултат на това текстовете му се различават значително един от друг в оригиналния ръкопис на автора, в първото издание в списанието, в първото пълно издание на украински (1934 г.) и в първото полско издание (1934 г.). Т. нар. „Първо пълно издание, отпечатано според текста на ръкописа“ от 1935 г., също се различава значително от ръкописа, където Островски успява да настоява за своето и да възстанови най-важните отхвърлени фрагменти от текста. 
През 1926 г. като отделна книга със заглавието „Стоманата се каляваше“ (Закалялась сталь) в СССР е издадена повест за гражданската война от А. И. Бусигин. През 1937 г. тя е включена в списъка с книги, подлежащи на изтегляне от библиотеки и книжарници; целият тираж е изтеглен напълно.
През 1937 г., по случай 20-годишнината от Октомврийската революция, е публикувано 36-ото издание на романа, книгата е преведена на чужди езици. През 1937 г. тя е издадена в повечето западноевропейски страни, публикувани са либретото и сценарият, създадени през 1935 г. от Островски и Мойсей Зац, издадени от издателство „Искусство“ под заглавието „Как се каляваше стоманата. Лит. сценарий“ (Как закалялась сталь. Лит. сценарий). По същото време започват театрални постановки (от Евгений Габрилович, Фьодор Бондаренко, В. Торски, А. Донати, Всеволод Мейерхолд). Междувременно започва Голямата чистка и следват масови арести, включително на някои от споменатите в книгата и свързаните с нея хора - Иван Мусулбас, А. Пузиревски и др. Михаил Колцов, благодарение на когото цялата страна научава за самия факт на съществуването на парализирания млад писател и неговата книга, е арестуван като „враг на народа“. 
През 1937-1941 г. романът въпреки това е интензивно превеждан и публикуван на езиците на народите на СССР (комски, марийски, чеченски, южноалтайски), а също така е преиздаван по време на войната, в обсадения Ленинград, включително издания за старши класове и младежи, особено интензивно през първото следвоенно десетилетие.
Първите изследвания и публикации на фрагменти от ръкописа на романа, невключени в никакви публикации поради цензурни, редакционни и авторски причини, се появяват едва през 60-те и 70-те години на 20. век.
При преиздаването на тритомните събрани съчинения на Николай Островски, публикувани през 1989 и 2004 г., изследователят, биограф и литературен учен Е. Бузни за първи път цитира в бележките най-значимите заличени текстове и глави от романа, базирани на оригиналите на ранните ръкописи на романа. 
Като цяло, както отбелязват редица изследователи, от добре познатия каноничен текст на романа са премахнати следните епизоди, изключително важни за съвременното разбиране на психологията на младежта от онези години: участието на Павел Корчагин в „Работническа опозиция“, споменаванията на дискусията за профсъюзите, епизодите с Л. Троцки в армията и на фронта, разгорещените дискусии от онези години с троцкисти и опозиционери, довели до разкол в работническата, младежката безпартийна, партийна и комсомолска среда, сюжетните линии за фалшивия студентски живот на „опортюнистите“ по време на НЕП, за агресивния филистеризъм в ежедневието, любовната история на главния герой, която отразява в оригиналната публикация в списанието, първото украинско издание и ръкописа някои лични факти за разпадането на семейните отношения на Николай Островски.